# الامپرا
الامپرا (به لاتین: Alampra) یک منطقهٔ مسکونی در قبرس است که در ناحیه نیکوزیا واقع شده‌است.

## خصوصیات
الامپرا ۱٬۱۴۰ نفر جمعیت دارد.